# Parelkwal
De parelkwal of lichtende kwal (Pelagia noctiluca) behoort tot de familie Pelagiidae.
In het Grieks betekent Pelagia “van de zee”, nocti “nacht” en luca “licht”. De kwal is in staat op te lichten in het donker.

## Uiterlijke Kenmerken
De kwal met een diameter van tien centimeter heeft 8 tentakels bedekt met netelcellen, en nog 8 lange neteldraden die een lengte tot 3 meter kunnen bereiken. Deze tentakels kunnen erg ver worden uitgestrekt en samengetrokken. Het halfronde scherm verloopt van lichtpaars tot donkerrood. Bij bedreiging neemt deze kwal een 's nachts goed zichtbare, roodpaars oplichtende kleur aan.

## Levenscyclus
Als de larve (planula) uit het bevruchte ei komt, volgt er een poliepstadium. De larve doorloopt een ontwikkeling tot babykwal (ephydra). Deze kwal hecht zich niet op een oppervlak en kan zodoende in zee leven.

## De kwal als plaag
Ze kunnen voor een echte plaag zorgen. De oorzaak van zulke plagen is nog onbekend. Men vermoedt een gebrek aan natuurlijke vijanden zoals tonijn, zwaardvis, trekkervis en de lederschildpad. Andere oorzaken kunnen zijn: gebrek aan neerslag, waardoor kustwater minder zoet en warmer wordt zodat de natuurlijke barrière doorbroken wordt, dan wel de aanwezigheid van grote hoeveelheden zoöplankton lang de kust.

## Verspreiding en leefgebied
Deze soort komt voornamelijk voor in de open warme en zoutere wateren van de Rode Zee, Atlantische Oceaan en Middellandse Zee. Ze worden echter ook weleens massaal aan de kusten gesignaleerd. Volwassen kwallen hebben een levensverwachting van meer dan twee jaar en planten zich in twee periodes van het jaar, de lente en de herfst voort. Ze groeien snel en de biomassa van jonge dieren verdubbelt binnen 24 uur.

## Giftigheid
Bij aanraking van een parelkwal kan een ernstige pijn ontstaan. Andere symptomen zijn langdurige jeuk, het rood worden en opzwellen van de huid, zelfs een open wond achterlaten die kan worden geïnfecteerd. Duizeligheid, misselijkheid en braken. Door de overvloed en de lengte van de tentakels kan het aangetaste huidoppervlak groot zijn, waardoor het effect van het gif zelfs anafylactische shock kunnen veroorzaken. De ademhalings-, cardiovasculaire en dermatologische problemen kunnen weken of zelfs maanden aanhouden. Ze kunnen zelfs een gevaar vormen voor badgasten, als ze door de getijden op het strand worden geworpen.
Na een steek kan je best de wonden afspoelen met zout water en daarna koelen met een ijscompres.

### Trivia
De rv Pelagia van het NIOZ is vernoemd naar deze kwal.